# Mesterholdenes Europa Cup i håndbold 1983-84 (kvinder)
Mesterholdenes Europa Cup i håndbold 1983-84 for kvinder var den 24. udgave af Mesterholdenes Europa Cup i håndbold for kvinder. Turneringen havde deltagelse af 20 hold, som var blevet nationale mestre sæsonen forinden. Den blev afviklet som en cupturnering, hvor alle opgørene blev afviklet over to kampe, hvor holdene mødtes både ude og hjemme.
Turneringen blev vundet af RK Radnički fra Jugoslavien, som i finalen over to kampe besejrede TSV Bayer 04 Leverkusen fra Vesttyskland med 42-35. Det var tredje gang i turneringens historie, at RK Radnički vandt titlen – de to første gange var i sæsonerne 1975-76 og 1979-80 – og det var femte sæson i træk, at det jugoslaviske hold deltog i finalen. Til gengæld var TSV Bayer 04 Leverkusen det første vesttyske hold i turneringens historie, som nåede finalen, som i øvrigt for første gang siden sæsonen ikke var et opgør mellem to østeuropæiske hold.
Danmarks repræsentant i turneringen var de danske mestre fra Helsingør IF, som blev slået ud i 1/8-finalen, hvor holdet over to kampe tabte med 33-50 til de senere finalister TSV Bayer 04 Leverkusen fra Vesttyskland.

## Resultater

### 1/16-finaler
| Dato   | Dato   | Hjemmehold i 1. kamp | Udehold i 1. kamp    | Resultat | Resultat | Resultat |
| 1.kamp | 2.kamp | Hjemmehold i 1. kamp | Udehold i 1. kamp    | Samlet   | 1.kamp   | 2.kamp   |
| ------ | ------ | -------------------- | -------------------- | -------- | -------- | -------- |
| ?      | ?      | SK Avanti Lebbeke    | ATV Basel-Stadt 1862 | 21–34    | 13-14    | 08-20    |
| –      | –      | Bakasi Istanbul      | SSV Forst Brixen     | w.o.     | –        | –        |
| ?      | ?      | Bordeaux EC          | HBC Bascharage       | 46–27    | 24-11    | 22-16    |
| ?      | ?      | BM Iber Valencia     | Liceo de Oeiras      | 55–18    | 29-90    | 26-90    |

### Ottendedelsfinaler
| Dato   | Dato   | Hjemmehold i 1. kamp | Udehold i 1. kamp       | Resultat | Resultat | Resultat |
| 1.kamp | 2.kamp | Hjemmehold i 1. kamp | Udehold i 1. kamp       | Samlet   | 1.kamp   | 2.kamp   |
| ------ | ------ | -------------------- | ----------------------- | -------- | -------- | -------- |
| ?      | ?      | RK Radnički          | Niloc                   | 48–40    | 32-14    | 16-26    |
| ?      | ?      | ATV Basel-Stadt 1862 | Ramat Gan               | 38–33    | 17-18    | 21-15    |
| ?      | ?      | Hypobank Südstadt    | SSV Forst Brixen        | 48–42    | 24-24    | 24-18    |
| ?      | ?      | Skjeberg IF          | Polisens IF             | 27–26    | 16-13    | 11-13    |
| ?      | ?      | Ştiinţa Bacău        | Start Bratislava        | 48–49    | 26-21    | 22-28    |
| ?      | ?      | Vasas SC             | Bordeaux EC             | 43–22    | 25-10    | 18-12    |
| ?      | ?      | CSKA Sofia           | BM Iber Valencia        | 42–37    | 24-23    | 18-14    |
| ?      | ?      | Helsingør IF         | TSV Bayer 04 Leverkusen | 33–50    | 16-18    | 17-32    |

### Kvartfinaler
| Dato   | Dato   | Hjemmehold i 1. kamp | Udehold i 1. kamp       | Resultat | Resultat | Resultat |
| 1.kamp | 2.kamp | Hjemmehold i 1. kamp | Udehold i 1. kamp       | Samlet   | 1.kamp   | 2.kamp   |
| ------ | ------ | -------------------- | ----------------------- | -------- | -------- | -------- |
| ?      | ?      | RK Radnički          | ATV Basel-Stadt 1862    | 68–27    | 30-14    | 38-13    |
| ?      | ?      | Skjeberg IF          | Hypobank Südstadt       | 30–41    | 15-19    | 15-22    |
| ?      | ?      | Vasas SC             | Start Bratislava        | 34–34    | 18-15    | 16-19    |
| ?      | ?      | CSKA Sofia           | TSV Bayer 04 Leverkusen | 32–32    | 21-16    | 11-16    |

### Semifinaler
| Dato   | Dato   | Hjemmehold i 1. kamp    | Udehold i 1. kamp | Resultat | Resultat | Resultat |
| 1.kamp | 2.kamp | Hjemmehold i 1. kamp    | Udehold i 1. kamp | Samlet   | 1.kamp   | 2.kamp   |
| ------ | ------ | ----------------------- | ----------------- | -------- | -------- | -------- |
| ?      | ?      | Hypobank Südstadt       | RK Radnički       | 36–43    | 17-21    | 19-22    |
| ?      | ?      | TSV Bayer 04 Leverkusen | Vasas SC          | 32–29    | 15-12    | 17-17    |

### Finale
| Dato   | Dato   | Hjemmehold i 1. kamp | Udehold i 1. kamp       | Resultat | Resultat | Resultat |
| 1.kamp | 2.kamp | Hjemmehold i 1. kamp | Udehold i 1. kamp       | Samlet   | 1.kamp   | 2.kamp   |
| ------ | ------ | -------------------- | ----------------------- | -------- | -------- | -------- |
| 24.3.  | 30.3.  | RK Radnički          | TSV Bayer 04 Leverkusen | 42–35    | 22-16    | 20-19    |